# Dolmen de la Combe des Dames

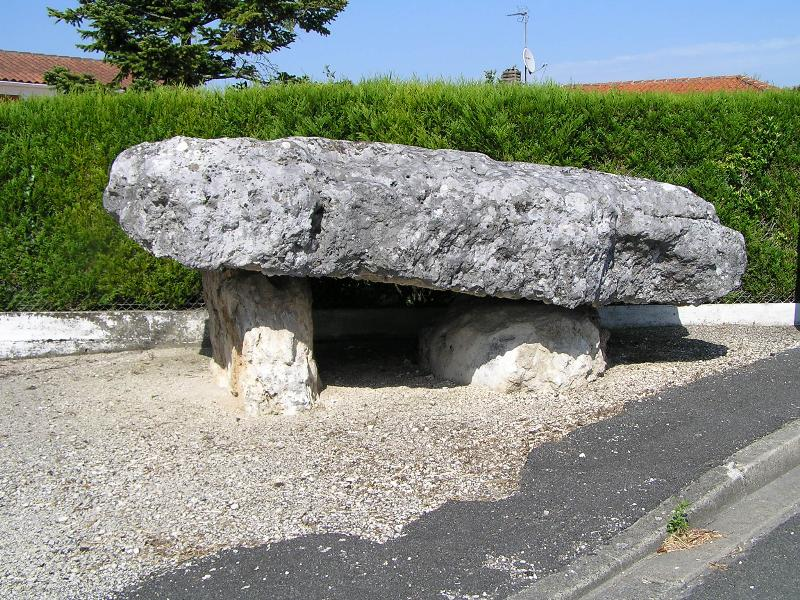
Dolmen de la Combe des Dames

Der Dolmen de la Combe des Dames (deutsch „Tal der Damen“ = der Feen; auch Pierre Levée Châteaubernard genannt) liegt in der Rue de la Pierre Levée, südlich der Straße N141/E603 im Westen von Châteaubernard im Westen des Département Charente in Frankreich. Dolmen ist in Frankreich der Oberbegriff für neolithische Megalithanlagen aller Art (siehe: Französische Nomenklatur).
Die Deckenplatte von 4,0 × 3,3 m wurde 1976 von ihrem ursprünglichen Standort verlegt und auf zwei Findlinge gesetzt. Der Deckstein des Dolmens de la Combe ist jedoch kleiner als die für den Typ Angevin charakteristischen großen Decksteine der nahegelegenen Dolmen von Séchebec in Cognac und Dolmen von Garde Epée (auch Gardeépée) in Saint-Brice in der Region Cognac.